# Näringslivsmedalj
Näringslivsmedaljen (För gagnerik gärning inom svenskt näringsliv) är en medalj som sedan 1982 delas ut av Kungliga Patriotiska Sällskapet till personer med starkt ägarinflytande som under lång tid byggt upp en verksamhet som utvecklar svenskt näringsliv och ger arbetstillfällen. Medaljen delas ut årligen till ett tiotal mottagare. Rätt att nominera till näringslivsmedalj har sällskapets ledamöter. Därtill finns representanter för vetenskap och näring som också kommer med förslag.

## Lista över näringslivsmedaljörer
(Listan är ofullständig.)

### 2009
Kung Carl XVI Gustaf överlämnade näringslivsmedaljer vid en ceremoni på Riddarhuset 20 april 2009:
- Jan Ryd, Water Jet Sweden, Ronneby
- Gull-Britt Jonasson, Finja Betong, Finja
- Gun Nowak, Face Stockholm
- Leija Graf, Select Travel, Stockholm
- Mathias Engdahl, Pocket Shop, Stockholm
- Dorotea Bromberg, Brombergs bokförlag, Stockholm
- Signhild Arnegård Hansen, Svenska Lantchips, Södertälje
- Barbro Hägg, Ölands Djur- och Nöjespark, Färjestaden
- Monica Lindstedt, Hemfrid Sverige, Stockholm
- Per Malmberg, MalmbergGruppen, Åhus

### 2010
Näringsminister Maud Olofsson överlämnade näringslivsmedaljer vid en ceremoni på Riddarhuset 15 april 2010:
- Stefan Persson, H&M, Stockholm
- Filippa Knutsson, Filippa K, Stockholm
- Erik Paulsson och Mats Paulsson, Peab, Stockholm och Förslöv
- Bengt Liljedahl, Liljedahl Group, Värnamo
- Stefan Mattsson, Mattssongruppen, Uddevalla
- John Olov Bennmarker, Aven Bolagen, Hudiksvall
- Ove Danielsson, Danfo, Nora
- Bertil Eklund, TePe Munhygienprodukter, Malmö
- Anette Beijer och Thomas Hedberg, Titan Television, Stockholm

### 2011
Prins Carl Philip överlämnade näringslivsmedaljer vid en ceremoni på Riddarhuset 14 april 2011 till:
- Lars Ander, Nya Wermlandstidningen AB, Karlstad
- Efva Attling, Efva Attling Stockholm AB, Stockholm
- Lars-Göran Blank, Jula AB, Skara
- Anastasia Georgiadou, AB Svensk Personlig Assistans, Stockholm
- Karl Hedin, Karl Hedin AB, Västanfors
- Torsten Jansson, New Wave Group AB, Dingle
- Laurent Leksell, Elekta AB, Stockholm
- Jan-Eric Nilsson, Rederi AB Gotland Visby
- Marianne Ränk, Einar Mattsson Byggnads AB Stockholm
- Jens Spendrup och Ulf Spendrup, Spendrup Bryggeri AB, Vårby.

### 2012
Infrastrukturminister Catharina Elmsäter-Svärd överlämnade näringslivsmedaljer vid en ceremoni på Riddarhuset 25 april 2012 till:
- Leif och Rolf Abdon, Abdon Finax AB, Helsingborg
- Carl-Johan Bonnier, Bonnierkoncernen, Stockholm
- Maria Erixon Levin, Nudie Jeans AB, Göteborg
- Christina Hamrin, Herenco AB, Jönköping
- Jan Håkansson, Blentagruppen AB, Blentarp
- Jonas och Robert af Jochnick, Oriflame AB, Stockholm
- Sten K. Johnson, Tibia AB/Midway Holding AB, Limhamn
- Erik Lallerstedt, Eriks AB Stockholm
- Dan Olofsson, Epsilon AB och Sigma AB, Malmö
- Cristina Stenbeck, Investment AB Kinnevik

### 2013
Prinsessan Désirée överlämnade näringslivsmedaljer vid en ceremoni på Riddarhuset 9 april 2013 till:
- Torbjörn Bäck och Thomas Karlsson, GeKås Ullared AB, Ullared
- Fernando Di Luca, Gruppo Di Luca AB, Stockholm
- Lisa Lindström, Doberman AB, Stockholm
- Martin Gren, Axis AB, Lund
- Max Hansson, PayEx AB, Visby
- Peter Hägg, Somas Instrument AB, Säffle
- Margareta och Tommy Malmsten, M Malmsten AB, Åhus
- Gudrun Sjödén, Gudrun Sjödén AB, Stockholm
- Alf Tönnesson, International Masters Publishers AB, Malmö

### 2014
Prinsessan Christina överlämnade näringslivsmedaljer vid en ceremoni på Riddarhuset den 10 april 2014 till:
- Lillemor Jakobson och Björn Jakobson, Babybjörn AB, Solna
- Ingvar Kamprad, IKEA AB, Älmhult
- Kristina Lindhe, Lexington AB, Stockholm
- Erik Molinder, Melanders Fisk AB, Stockholm
- Lars Backsell och Thomas Eldered, Recipharm AB, Jordbro
- Kristoffer Jeansson och Daniel Pilotti, Ryska Posten AB, Stockholm
- Dan Sten Olsson, Stenasfären, Göteborg
- Gert Wingårdh, Wingårdh Arkitektkontor AB, Göteborg
- Marie Söderhielm, Eva-Lena Grape och Marina Hansson, Åre Chokladfabrik AB, Åre

### 2015
Prins Daniel överlämnade näringslivsmedaljer den 23 april 2015 till:
- Rune Andersson, Mellby Gård AB, Malmö, Industrikonglomerat
- Ida Backlund, Rapuntzel of Sweden AB, Umeå, Försäljning löshår
- Annica och Marie Eklund, Bolon AB, Ulricehamn, Tillverkning vävda golvbeläggningar
- Anders Källsson, Erik Thun AB, Sjöfart, Lidköping, Flyg och livsmedel
- Gunilla von Platen, Xzakt Kundrelation AB, Stockholm, Kundrelationstjänster
- Leif Ryd, Ryds Glas Sverige AB, Kristianstad, Bilglas- och planglaskedja
- Bengt Åkesson och Kristina Levinsson, Kiviks Musteri AB, Kivik, Fruktdryckstillverkning

### 2016
Ingen utdelning av näringslivsmedaljer.

### 2017
Kronprinsessan Victoria överlämnade näringslivsmedaljer den 25 april 2017:
- Anders Johansson, AJ produkter AB, Halmstad, tillverkar kontors- och lagerinredning samt industriprodukter
- Tobias Lindfors, StudentConsulting AB, Luleå, rekrytering och bemanning
- Gunvor Munck, Smålandslogistik AB, Nybro, transport
- Krister Olsson, Balticgruppen AB, Umeå, konglomerat
- Erik Sellberg, Ragnsells AB, Jordbro, återvinning och avfallshantering
- Sebastian Siemiatkowski, Klarna AB, Stockholm, betalningssystem
- Ann-Marie Skarp, Piratförlaget AB, Stockholm, bokförlag

### 2018
Prins Daniel överlämnade näringslivsmedaljer den 23 april 2018:
- Konrad Bergström, Zound Industries, Stockholm
- Gustaf Douglas, Boxholms Skogar, Boxholm
- Saeid Esmaeilzadeh och Ashkan Pouya, Serendipity Group, Stockholm
- Bo Hilleberg, Hilleberg the Tentmaker, Östersund
- Jessica Löfström, Expandera Mera Byggbemanning, Stockholm
- Carin Stoeckmann, Byggmästar’n i Skåne, Helsingborg
- Karin Söderlind, House of Dagmar, Stockholm
- Dan Tervaniemi, Rasta Group, Askim

### 2019
Prins Carl Philip överlämnade näringslivsmedaljer den 15 maj 2019 till:
- Ayad Al-Saffar, Axcent of Scandinavia/Ur & Penn, Upplands Väsby
- Björn Brandt och Sten Brandt, Bröderna Brandt Bil, Uddevalla
- Fredrik Lundberg, L E Lundbergföretagen, Stockholm
- Björn Löfstedt, Index Braille, Gammelstad
- Maud Spencer, Svalson, Öjebyn
- Charlotta och David Zetterström, Fabrique, Stockholm

### 2023
Prins Carl Philip överlämnade näringslivsmedaljer den 8 maj 2023 till:
- Jan Blad och Erland Erlandsson, Amokabel (Kronobergs län)
- Magnus Bolin, Gotlandsägg (Gotlands län)
- Madeleine Brehmer och Caroline Cederblad, Sabis (Stockholms län)
- Lena Holst, Starka (Skåne län)
- Edward Liepe, Saturnus (Skåne län)
- David Modig, Modig Machine Tool (Kalmar län)